# 大友義鎮
大友 義鎮（おおとも よししげ）は、戦国時代から安土桃山時代にかけての武将・大名。大友氏の21代当主。宗麟（そうりん）の法号で知られている。キリスト教にも受洗、洗礼名は、ドン・フランシスコ。ポルトガル国王からは「Rey de BVNGO」（豊後の王）、カンボジア国王からは「日本九州大邦主」と称された。
父は20代当主・大友義鑑。母は公家の坊城氏の娘とする説がある。
弟に大内義長、塩市丸、親貞など。子に義統（吉統）、親家、親盛など。
中国明朝への遣明船の派遣をはじめ、琉球、カンボジア、ポルトガルを相手とした海外貿易による経済力、優れた武将陣、巧みな外交により版図を拡げ、大内氏や毛利氏をはじめとする土豪・守護大名などの勢力が錯綜する戦国時代の北九州東部を平定した。
歴代当主同様に禅宗に帰依するとともに、後にキリスト教への関心も強めて洗礼を受けた。最盛期には九州6か国を支配して版図を拡げた。しかし、薩摩から北上した島津義久に敗れ、晩年には豊臣秀吉傘下の一大名となった。
大友氏は鎌倉時代から南北朝時代にかけて、少弐氏・島津氏と共に九州の幕府御家人衆の束ね役として権勢を振るい、室町時代に入ってからは大内氏の九州進出に対し、少弐氏と結び大内氏と抗争していた。大友氏は豊後国と筑後国の守護に幕府より代々補任される、いわゆる守護大名であった。

## 生涯

### 家督相続
享禄3年（1530年）1月3日（または5月4日）、大友氏20代当主・大友義鑑の嫡男として、豊後国府内に生まれた。傅役は重臣の入田親誠が務めた。幼名は塩法師丸。
天文9年（1540年）2月3日、塩法師丸は元服し、室町幕府の第12代将軍・足利義晴から一字拝領を受け、義鎮と名乗った。
義鎮が20歳の頃、父の義鑑は義鎮の異母弟である塩市丸に家督を譲ることを画策して、傅役の入田親誠らと共に義鎮の廃嫡を企んだ。
天文19年（1550年）2月、義鎮を強制的に別府浜脇に湯治に行かせ、その間を利用して義鎮派（田口鑑親（蔵人佐）、津久見美作（実名不明)や齋藤長実、小佐井大和守ら）の粛清が計画されたが、この動きを察知した義鎮派重臣が反撃を起こした。
2月10日、塩市丸とその母は殺害され、義鑑も負傷して2月12日に死去した（二階崩れの変）。義鑑の遺言により、義鎮が家督を相続し、大友氏21代目の当主となった。同時に入田ら反義鎮派は「義鑑暗殺」の首謀者として粛清された。

### 勢力拡大

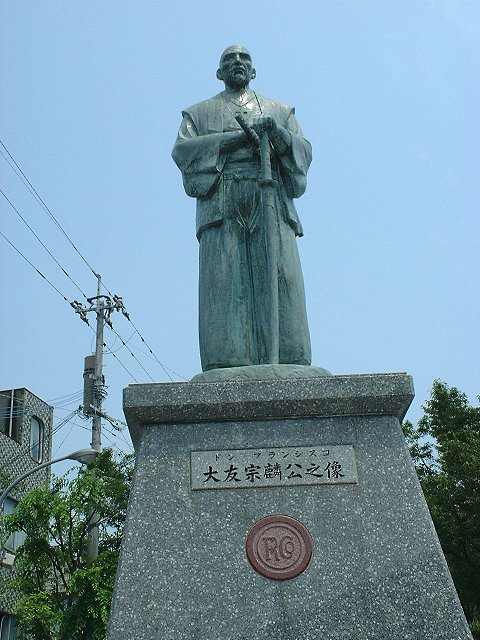
大友宗麟公像（大分県津久見市）

天文20年（1551年）に周防国の大名大内義隆が家臣の陶隆房の謀反により敗走自害すると、陶隆房の申し出を受けた義鎮は、実弟の晴英（大内義長）を大内氏の新当主として送り込んだ。これには、実行側の隆房と対応側の義鎮の間で「内々之儀」（密約）としてのすり合わせができていた。義鎮は、自らの「異見」（戦略）として、晴英を大内氏の祖琳聖太子伝説の故事にならって船で周防国多々良浜（山口県防府市）に上陸しての大内館入りを実行させた。これにより大友氏は、室町時代を通した大内氏との対立に終止符を打つと共に、北九州における大内氏に服属する国人勢力が同時に大友氏にも服属することになり、さらに周防・長門国方面にも影響力を確保した。特に筑前博多の支配権を得たことは、大友氏に多大な利益をもたらした。天文20年（1551年）には、イエズス会宣教師フランシスコ・ザビエルを豊後に受け入れた。
弘治3年（1557年）に連合で派遣した遣明船で、義鎮は倭寇禁制使の蔣洲を護送して勘合頒布を求め、義長は倭寇被虜人を送還するとともに大内氏所有の「日本国王」印（毛利博物館現存）を用いて朝貢した。その応対にあたった明の浙直総督胡宗憲は、国家外交を司る礼部への上奏で、「豊後（大友義鎮）からの使者は勘合（通交許可証）を持たず、山口（大内義長）は「日本国王」名称ではない。ただし、義長らは「被擄人口」（倭寇に捕らわれた中国人）をこの船で送還してきた。よって、この使者を厚くもてなして日本に帰し、義鎮と義長を介して日本国王が法で倭寇を取り締まるよう伝命してはどうか」（『明世宗実録』）と述べている。また、明の名将兪大猷も、総督に宛てた上申で、「日本には１０余りの島にそれぞれ太守がいる。近年では、「山口島太守源議長」（大内義長）と「豊後州太守源議鎮」（大友義鎮）の兄弟の影響力が強く、兄義鎮は「州六」（６カ国）、弟義長は「州十二」（１２カ国）を支配している。先年、倭寇取り締まりの使者を派遣したところ、義鎮が「宣諭明文」（密貿易禁止の命令文）を各島に伝えて取り締まったことで、今年の倭寇が減少した。現在、その義鎮からの使者徳陽ら４３人が浙江の舟山島に来て、貿易の許可を求めている。まずは沖合の島に碇泊・待機させ、皇帝の命が下れば「金帛」（金と絹）を与えて義鎮の功労を賞してはどうか。さらに、今年の揚州での倭寇を捕らえて処罰し、この先２、３年後に倭寇を殲滅できれば、義鎮に「日本国王」印章と勘合を与え、朝貢を許してはどうか」（『正気堂集』）と述べている。
また、肥後国での復権を目論む叔父の菊池義武の蜂起を退け、菊池氏を滅亡させて肥後国も手中にした。さらに少弐氏や肥前国人の竜造寺氏に勝利し、天文23年（1554年）に肥前国の守護にも任じられた。しかし、天文22年（1553年）に一萬田鑑相と宗像鑑久兄弟と服部右京亮、弘治2年（1556年）には小原鑑元が謀反を起こすなど（姓氏対立事件）、義鎮の治世は当初から苦難の多いものであった。
弘治3年（1557年）、実弟の大内義長が毛利元就に攻め込まれて自害し大内氏が滅亡すると、大友氏は長門周防方面への影響力を失った。長門周防の旧大内氏領土を併呑した毛利氏が北九州に進出してくると義鎮はこれと対立し、毛利氏と内通した筑前国の秋月文種を滅ぼし、毛利氏を追い、北九州における旧大内領を確保することに成功した。
天文20年（1551年）もしくは翌年、義鎮は臼杵の丹生島に新たな城を築き、海城とその城下町に「唐船」を誘導する政策を開始した。そして本拠地を、豊後府内の大友館から丹生島城（臼杵城）に移している。現在は陸続きとなっているが、当時の丹生島は三方を海に囲まれ、西方は干潮時にだけ陸続きとなる天然の要害であった。この本拠地移動に関しては、北の毛利氏からの攻撃を警戒し南遷した、日向国経営のために南遷した、家臣団の反乱に備えた、府内の寺社仏閣や商人などの旧勢力の影響から逃れつつ新しい経済都市を形成しようとした、など諸説ある。
大内氏の領国を完全併呑することはできなかったが、義鎮は北九州一円を実質的に支配した。天文23年（1554年）に13代将軍・足利義輝に鉄砲や火薬調合書を献上するなど、従来から大友氏は足利将軍家との関係を強化していた。

### 九州探題

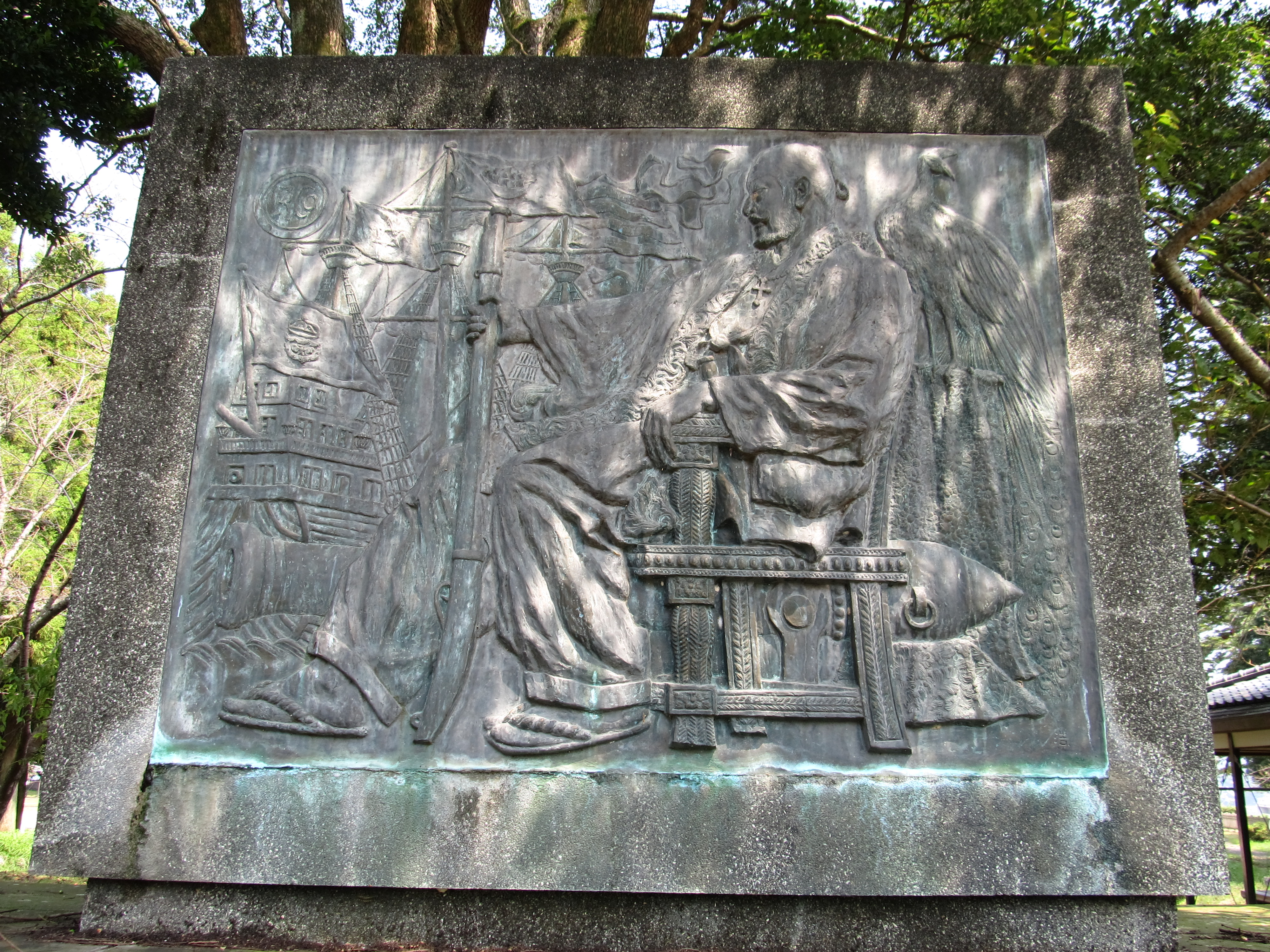
臼杵城跡（大分県臼杵市）にある大友宗麟公像（レリーフ）

永禄2年（1559年）、義輝に多大な献金運動をして、同年6月には豊前国・筑前国両国の守護職に任ぜられ、同年11月には九州探題に補任された。またさらに、大内氏の家督（大内の当主を義鎮が大内一族から選んで決めてもよいし、義鎮自身が大内の当主になってもよい、という権利）それに伴う周防・長門の守護の資格（九州から渡海し、中国地方に攻めこんで領有しても良いという許可）も得た。これにより実効支配だけではなく、九州特に北九州の領有と支配に幕府の権威が与えられ、さらに毛利氏を追捕する権利を持ち、毛利氏に味方し大友氏に逆らう者は将軍の敵と認定される形となった。
永禄3年（1560年）、左衛門督に任官された。これは従来の大友氏家督の「修理大夫」より上位の官位であり、当時公家以外では畠山氏以外には任官されていなかった高官である。また、３月には足利義輝より義鎮に対する御内書に、父義鑑の代に足利義晴より下賜された桐紋について、「萬松院殿(義晴)代紋を遣わさる由、目出たく候。一続（一族）と為す可く其の旨存じ可く候」とあることから朝廷や足利将軍家に多大な献金を行っていたことと、その信頼を受けていたことを察することができる。
このように義鎮は名実共に九州における最大版図を築き上げ、大友氏の全盛期を勝ち取った。
しかし、永禄5年（1562年）、門司城の戦いで毛利元就に敗れ、同年に出家し休庵宗麟と号した。永禄5年9月13日には、宇佐八幡宮への寄進を表明して、毛利氏に対する戦勝を祈願したが、この時、毛利氏の行為を具体的侵攻であるのみならず、八幡大菩薩の神敵と非難している。即ち、世俗の次元に加えて信仰の次元においても敵の不正義・味方の正義を強調している。これは武士や平民を動員する上でのいわゆる理論武装として、前述の幕府や朝廷の権威・御墨付きだけでは足りず、宗教上の大義を掲げる必要があったからであると推測されている。
その後も足利将軍家には多大な援助を続けた。永禄6年（1563年）には足利義輝の相伴衆に任ぜられた。翌永禄7年（1564年）には義輝に毛利氏との和睦の調停を依頼して、北九州の支配権の確立・権益の確保を実現するなど、幕府との関係は密であった。
京都の幕府では永禄8年（1565年）に足利義輝が家臣の謀反により没し、永禄11年（1568年）に弟の足利義昭が新将軍となった。毛利氏は山陰地方の仇敵・尼子氏を滅ぼしたのち、再び北九州へ食指を伸ばすようになり、和睦は反故となった。永禄10年（1567年）、豊前国や筑前国で大友方の国人が毛利元就と内通して蜂起し、これに大友氏重臣の高橋鑑種も加わるという事態が起こったが、宗麟は立花道雪らに命じてこれを平定させた。この毛利氏との戦闘の時期に宗麟は、キリスト教宣教師に鉄砲に用いる火薬の原料である硝石の輸入を要請している。この際に「自分はキリスト教を保護する者であり、毛利氏はキリスト教を弾圧する者である。これを打ち破るために大友氏には良質の硝石を、毛利氏には硝石を輸入させないように」との手紙を出している。永禄12年（1569年）、肥前国で勢力を拡大しつつあった龍造寺隆信を制するため、自ら軍勢を率いて筑後・肥前へ討伐に向かうが、毛利氏が筑前国に侵攻してきたため、慌てて撤退する。
義鎮は多々良浜の戦いで毛利軍に打撃を与えた一方で、重臣の吉岡長増の進言を受けて大内氏の一族である大内輝弘に水軍衆の若林鎮興を付け周防国に上陸させて毛利氏の後方を脅かし、元就を九州から撤退へと追い込んだ（大内輝弘の乱）。
経済面では支配下の博多や堺の豪商のみならず、豊後府内の豪商仲屋顕通・仲屋宗越父子を厚遇して御用商人化し、秤と分銅の衡量権益を授け、対外貿易の実務も担わせた。仲屋宗越は臼杵城下の唐人町懸ノ町に広大な屋敷地の保有を認められ、のちには豊臣秀吉からも厚遇されて京都方広寺大仏殿（京の大仏）造立時に奔走することになる。
義鎮は日本の戦国大名では最も早い天正年間に、カンボジア国王との善隣外交関係の締結に成功している。義鎮がカンボジアに派遣した交易船は、帰路の天正元年（1573年）8月に銀子・鹿皮等を積んで薩摩国の港（阿久根港）に大風避難寄港し、以降消息を絶った。また、カンボジア国王が天正7年（1579年）に義鎮に向けて派遣した交易船には、銃匠・象簡・象が乗り込み、銅銃・蜂蝋が積まれていたが、前年耳川の戦いで優位に立った島津義久による経済封鎖によって抑留された。

### 衰退
元亀元年（1570年）、再度肥前国に侵攻したが龍造寺隆信に今山の戦いで敗れ、弟の親貞が戦死した。ただしこの勝敗は大友・龍造寺氏双方にとって局地的な事象でしかなく、大友氏の肥前支配はこの時点では維持されていた。その後大友氏は肥前国や筑後国の反龍造寺勢力を扇動し支援することで対抗したが、龍造寺氏の勢力の膨張を防ぐことはできなかった。
元亀4年（1574年）、京都では織田信長が将軍・足利義昭との抗争に勝利し権力を確立し、義昭は京を追放され、天正4年（1576年）に山陽地方に下り毛利氏の庇護を受けた。
元亀2年（1571年）頃、家督を長男の義統に譲った。しかし、天正3年頃までは宗麟と義統との共同統治が行われていたことが確認されている。
下記の日向国出陣直前の天正6年（1578年）7月、宗麟は宣教師のフランシスコ・カブラルから洗礼を受け、洗礼名を「ドン・フランシスコ」と名乗り、正式にキリスト教徒となった。以後、家臣へ宛てた書状の中などでは自身の署名として「府蘭」を用いている（本項内では以降も、著名な名乗りである「宗麟」で統一する）。
受洗の理由として、宗麟の関心は信仰の内容ではなくかなりの程度、受洗することでもたらされる現世利益、すなわちポルトガル国王との外交と通商による実利（政治・外交・軍事的支援と貿易利潤）にあったと考えられている。またそれが宗麟個人のみならず、大友家中の人々にキリシタン信仰を広める上で有効な面もあったとされている。
天正5年（1577年）、薩摩国の島津義久が日向国に侵攻を開始し、日向の大名の伊東義祐は姻戚関係にあった大友氏を頼り、豊後へ逃れてきた。日向北部の縣の松尾城主である土持親成は宗麟に臣従していたが、これを機に島津へ寝返ったため天正6年（1578年）1月にこれを攻めて鎮圧。同年9月、大友勢は伊東の旧領回復を期して出兵。宗麟も出陣したが耳川の戦いで大友氏は大敗し、多くの重臣を失った。
耳川の戦いが起こる切っ掛けとなった島津軍の日向国北上の理由として、京都で織田信長に敗れ毛利輝元の下に亡命していた足利義昭の影響を指摘する意見がある。将軍・義昭は毛利氏が織田氏攻めのための上洛戦に踏み切らないのは、大友宗麟が毛利氏の背後を脅かしているからだと考え、島津氏や龍造寺氏、四国の長宗我部氏らに工作を行い、大友氏を攻めさせようとした、とされる。義昭は宗麟を、将軍の上洛を妨害する「六ヶ国之凶徒」と糾弾したため、先に大友氏が室町幕府の将軍に任命された六ヶ国守護としての権威が消失し、周辺の大小名に対する支配の正当性を失った形となった。一方で宗麟は織田政権に接近して、この苦境を打破しようとした。織田信長は大友義統に対し、六ヶ国のみならず周防・長門（毛利が大内から奪っていた国）の領有まで許可した。
天正7年（1579年）頃からは、蒲池氏・草野氏・黒木氏などの筑後国の諸勢力が大友氏の影響下から離れていった。家中では、先代の宗麟と当主の義統による二元政治の確執から、双方の対立が深まった。

### 衰退から最期へ

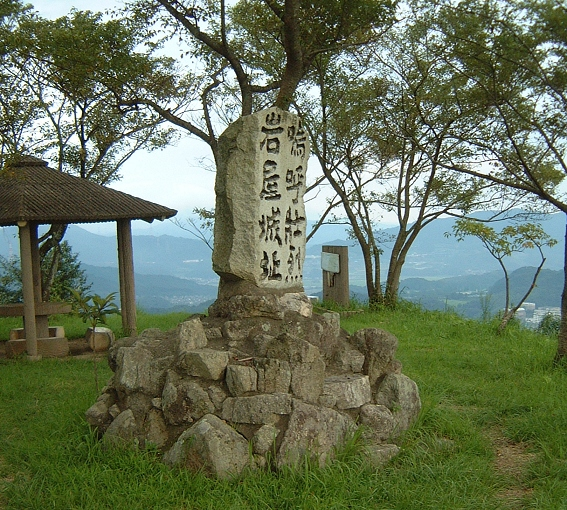
岩屋城跡に建つ城址碑。高橋紹運の一軍の壊滅死を悼んでいる。

耳川の戦い後、大友領内の各地で国人の反乱が相次ぎ、さらに島津義久や龍造寺隆信、秋月種実らの勢力拡大もあり、大友氏の領土は侵食されていった。宗麟は本州で大勢力となっていた織田信長に依頼し、島津氏との和睦を斡旋してもらった。大友氏は信長の中国地方侵攻すなわち毛利氏との戦いに協力することなどを約束していたが、天正10年（1582年）の本能寺の変により信長が死んだことにより、これらは立ち消えとなった。
天正12年（1584年）の沖田畷の戦いにて、龍造寺隆信が島津義久の弟の島津家久に敗北を喫し戦死すると、大友氏は立花道雪に命じて筑後国侵攻を行い、筑後国の大半を奪回した。
しかし、天正13年（1585年）に道雪が病死し同地での求心力を失った。これを好機と見た島津義久は北上を始めた。家臣の高橋紹運・立花宗茂（道雪養子）父子の奮戦は島津軍の侵攻を鈍らせたが（岩屋城の戦い）、もはや大友氏単独では島津氏の勢いには対抗出来なくなっていた。

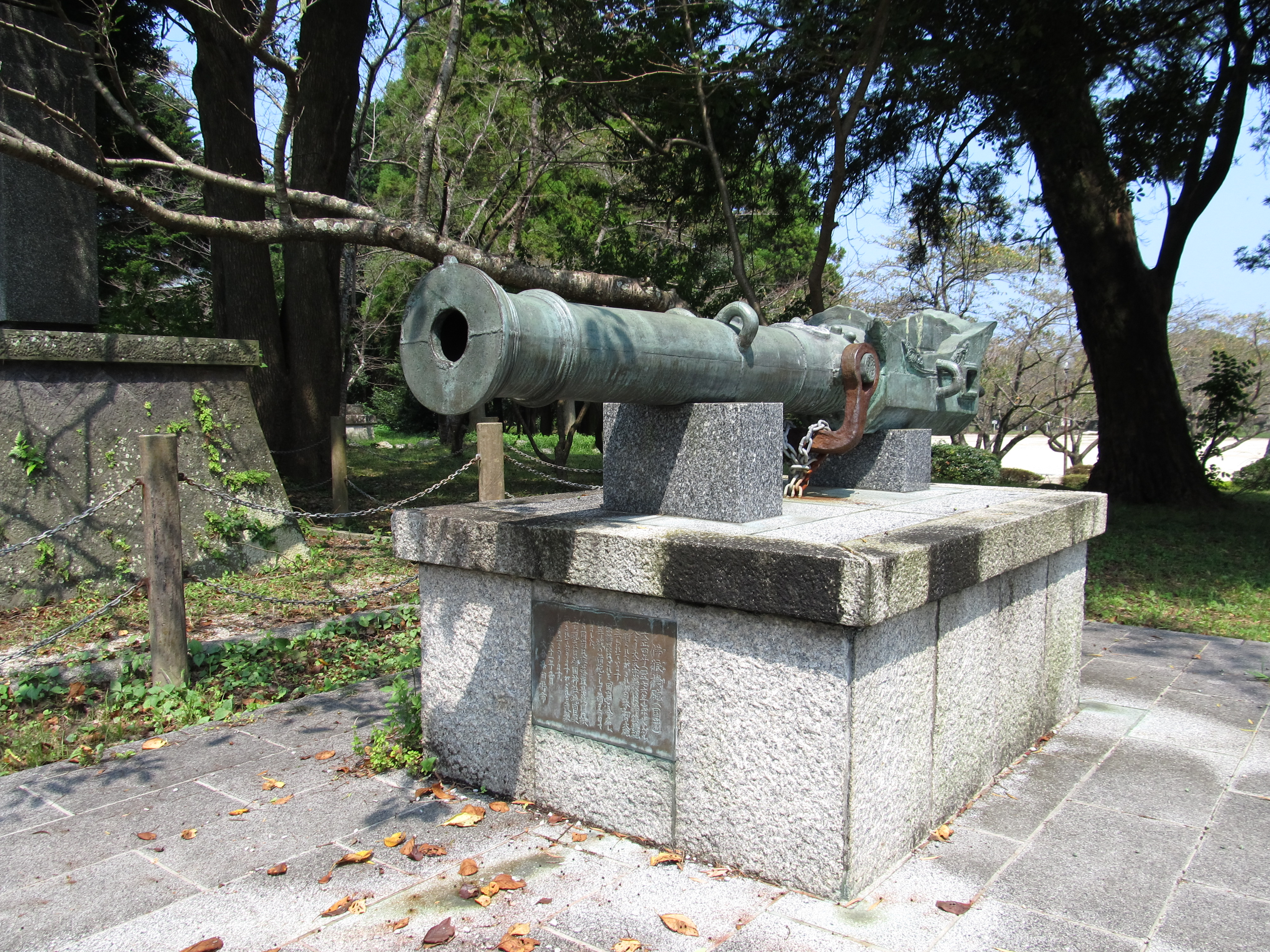
臼杵公園（臼杵城跡）にあるフランキ砲（「国崩し」）のレプリカ

このため天正14年（1586年）、宗麟は上方へ向かい、中央で統一政策を進める豊臣秀吉に大坂城で謁見することに成功した。宗麟は大友氏が豊臣傘下になることと引き換えに、軍事的支援を懇願した。島津義久はその後も大友領へ侵攻した（豊薩合戦）。大友氏救援に赴いた仙石秀久や十河存保・長宗我部元親らの四国勢を中心とした豊臣軍の先発隊が豊後に到着したが、この先発隊と大友氏は「豊後国にて防備を固めよ」という秀吉の命令を順守せず、攻められていた大友氏の鶴ヶ城の救援に赴き、同年12月12日に独断で会戦（戸次川の戦い）したが、島津家久軍により大友氏軍と豊臣軍先発隊は壊滅敗走させられた。島津軍はさらに大友氏の本拠地である豊後府内を攻略した。この時、丹生島城（のちの臼杵城）に籠城していた宗麟は大砲・国崩し（フランキ砲）を使って丹生島城を守った。豊後国内で栂牟礼城の佐伯惟定、岡城の志賀親次、鶴崎城の妙林尼、筑前国の立花山城の立花宗茂（立花山城の戦い）など各臣は自らの居城で奮闘した。しかし、個々の拠点をかろうじて防衛しているだけであり、豊後は島津氏に蹂躙され、大友家は滅亡寸前にまで追い詰められていた。
天正15年（1587年）、豊前国小倉に先着していた毛利輝元、宇喜多秀家、宮部継潤らの軍勢と豊臣秀長の軍勢が合流し、さらに豊臣秀吉軍の本隊が九州に入り、総勢10万の軍勢が九州に上陸した（九州平定）。
同年4月17日、日向国根白坂で行なわれた豊臣秀吉軍と島津義久軍による合戦（根白坂の戦い）においては、砦の守将の宮部継潤らを中心にした1万の軍勢が空堀や板塀などを用いて砦を堅守し、これを島津軍は突破できずに戦線は膠着状態に陥っていたが、豊臣秀長麾下の藤堂高虎の500名と宇喜多秀家麾下の戸川達安の手勢らが宮部を救援に向かい島津軍と衝突し、島津軍は島津忠隣や猿渡信光が戦死するなど甚大な損害を出して敗走した。この戦果は、戸次川の戦いの敗北により失った豊臣氏の権威を回復し、秀吉による九州平定を盤石なものにした上で、窮地に陥っている大友氏を救った戦いとなった。大友氏領内の島津軍は撤退した。
5月13日、秀吉は秀長へ全11ヶ条の条々を下した。（『大友家文書録』）
- 大隅・日向両国の人質解放を命令
- 戸次川の戦いでの長宗我部信親の戦死を悼み、大隅国を長宗我部元親へ下す[注釈 11]
- 島津義久降伏の様子
- 毛利輝元、小早川隆景、吉川元長を薩摩国に移陣させる
- 志賀親次の忠節に報い大友宗麟の判断で日向国内に城を与える
- 大友義統と談議し豊後国内の不要な城の破却命令
- 日向国における大友宗麟の知行取分は宗麟の覚悟次第とする
- 宇喜多秀家、宮部継潤、蜂須賀家政、尾藤知宣、黒田孝高に日向国、大隅国、豊後国の城普請および城割り
- 豊前国の不要な城の破却と豊後・豊前国間に一城構築すべきこと
- 越権行為は成敗すること

などの内容であるが、これにより、この時点では豊後・日向二国が義統と宗麟にそれぞれ与えられ、豊臣氏の支配体制の内ではあるが、両国が大友氏の采配の下となる様子が窺える。
宗麟は戦局が一気に逆転していく中で病気に倒れ、島津義久の降伏直前、5月23日に豊後国津久見で病死した。58歳。死因はチフスが有力とされている。
九州平定後、秀吉の命令で義統は豊後一国を安堵された。秀吉は宗麟に日向国を与えようとしていたが、統治意欲を失っていた宗麟はこれを辞退した、もしくは直前に死去した、とされている。

## 人物・逸話

### 人物

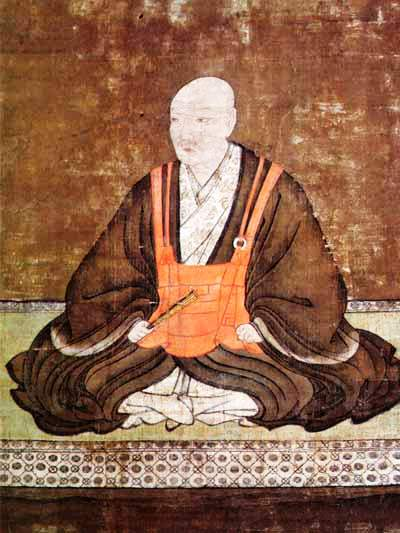
大友宗麟像（瑞峯院所蔵）

文化人としての活動は活発で書画、茶道、能、蹴鞠などの諸芸に通じ、古くから中央の文化人を招くなどしている。
- 永禄12年（1569年）狩野松栄を、元亀2年（1571年）には狩野永徳を豊後に呼び寄せ、障壁画を制作させている。
- 幼時より飛鳥井雅綱を師範とし蹴鞠の伝授を受けており、息子の義統にも習わせている。時の将軍・足利義輝も宗麟の蹴鞠好きを知り、蹴鞠の際に着用する専用の衣服などを送っている。
- 収集癖も持ち合わせていたようで、隠居後も博多の商人を通じて書画や茶器を大量に購入、収集している。さらに楢柴肩衝、初花肩衝と共に天下三肩衝といわれる新田肩衝も所有していた。この収集癖が財政を圧迫するので自重するようにとの義統の書状も残っている。

天正6年（1578年）、ルイス・フロイスが臼杵からポルトガルのイエズス会に送った同年９月16日付け書簡に彼についての記述があった。
- 豊後の王は今四八、九歳なるが、日本に在る王侯中最も思慮あり、聡明叡智の人として知られたり。始め一、二箇国（豊後・豊前）を有するに過ぎざりしが、今五、六箇国（豊前・豊後・肥後・筑前・筑後・日向）を領し、その保有に心を尽し、ほとんど戦うことなくしてこれを領有し、また統治せり。

### キリスト教と信仰、南蛮文化

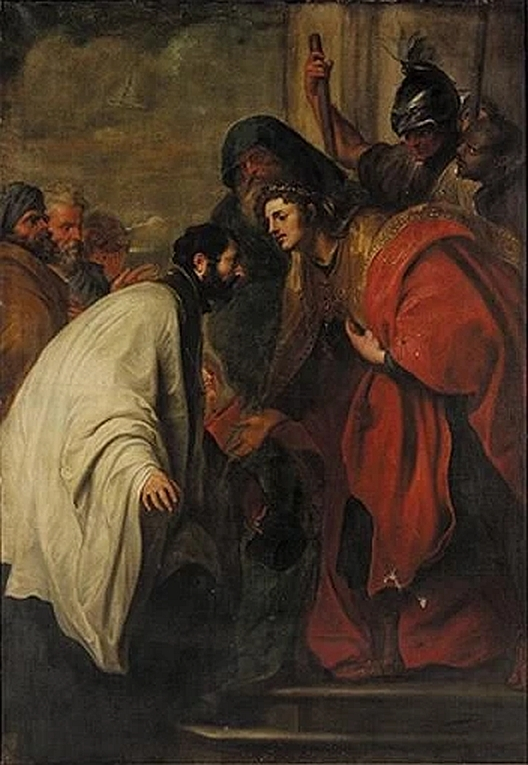
アンソニー・ヴァン・ダイク「日本の王に拝謁する聖フランシスコ・ザビエル」

- キリシタン大名としても知られる宗麟だが、天文20年（1551年）に豊後へ布教のためにやってきたイエズス会宣教師・フランシスコ・ザビエルを引見したことがキリスト教との出会いであった。27年後の天正6年（1578年）7月にキリスト教の洗礼を受け、ポルトガル国王に親書を持たせた家臣を派遣している。領内での布教活動を保護し、南蛮貿易を行う。また博多商人の島井宗室や神屋宗湛らと交友し、日明貿易や日朝貿易も行った。
- 宗麟は、キリスト教に好意を持ちながらも、府内最大の寺院寺万寿寺を保護し、京都大徳寺瑞峰院の名僧怡雲（いうん）禅師を招いて禅を修め、1562年（永禄５）に入道して瑞峰宗麟と称した。こうした風貌は宣教師を当惑させたが、宗麟がイエズス会を保護することに変わりはなかった。
- 宗麟による神社仏閣の破壊行為については、熱心な仏教信仰者でも災害や願いの不成就などを理由に破壊を伴った神仏唾棄が行われていたこと、宗麟と同じくキリシタン大名として知られていた大村純忠がキリスト教の洗礼後に真言密教などに深くはまっていたことなど当時の日本人の多くは仏教とキリスト教を対立するとは考えておらず兼宗可能とみていたとする指摘[19]から、単純に仏教とキリスト教の対立のみで捉えられない側面があるとされている。
- 若い頃、南蛮人が持ってきた鉄砲が試し撃ちの際に暴発して弟の晴英が手に怪我をしたが、その時に西洋医学による応急処置を見ている。また、弘治3年（1557年）に府内（現在の大分県庁舎本館のある場所）で日本初の西洋外科手術をポルトガル人医師1名（ルイス・アルメイダ）と、助手に日本人医師2名の計3名で行わせた。当時の豊後国はらい病が風土病になっており、らい病の手術と大分県史に記されている。日本人医師2名は杏葉紋・苗字・太刀を宗麟から賜っている。現在、大分県庁舎本館前には「日本における西洋外科手術発祥の地」の記念碑が立っている。加えて宗麟は領内に、宣教師が伝えた西洋医学の診療所を作り、領民は無料で診察を受けることができた。
- 臼杵城に篭城する際に、宗麟はキリスト教徒もそうでない者も城に避難させ、自ら握り飯等を配った。宣教師はそうした行いを記録にまとめ、その中で宗麟のことは「王」と記している。キリスト教には「汝、殺すなかれ」という教えがあるが、宣教師はキリスト教信仰に基づく宗麟の質問に対して、戦の上で殺生は何の問題も無いと返答している。
- 天正10年（1582年）に九州のキリシタン大名らがローマへ派遣した天正遣欧少年使節では、伊東マンショを名代として派遣している。ただし、この件を宗麟本人が関知していなかった可能性が高いという説もある。詳しくは伊東マンショの項を参照。
- ニホンカボチャは天文年間（1532年-1555年）に豊後国（現在の大分県）にポルトガル人がカンボジアから持ち込んで宗麟に献上したという説が有力である[20]。このカボチャは「宗麟かぼちゃ」と名づけられ大分県などで伝統的に栽培されている[21]。

### 政道十九条
「大友興廃記」によると、宗麟は家督を継いで3年あまり後、「大友家政道条々」という19箇条よりなる分国法を制定発布したとしている。これは「政道十九条」と呼ばれている。
それまでの大友氏の分国法としては大友義長が制定した「大友義長条々」、大友義鑑が制定した「新大友義長条々」がある。この「政道十九条」には重臣宛に発した私信があり、分国法と断定するには問題があるともされている。また、梅木俊次らはこれを確かに宗麟の制定したものと主張しているが、外山幹夫らは偽作だと主張している。

## 墓所

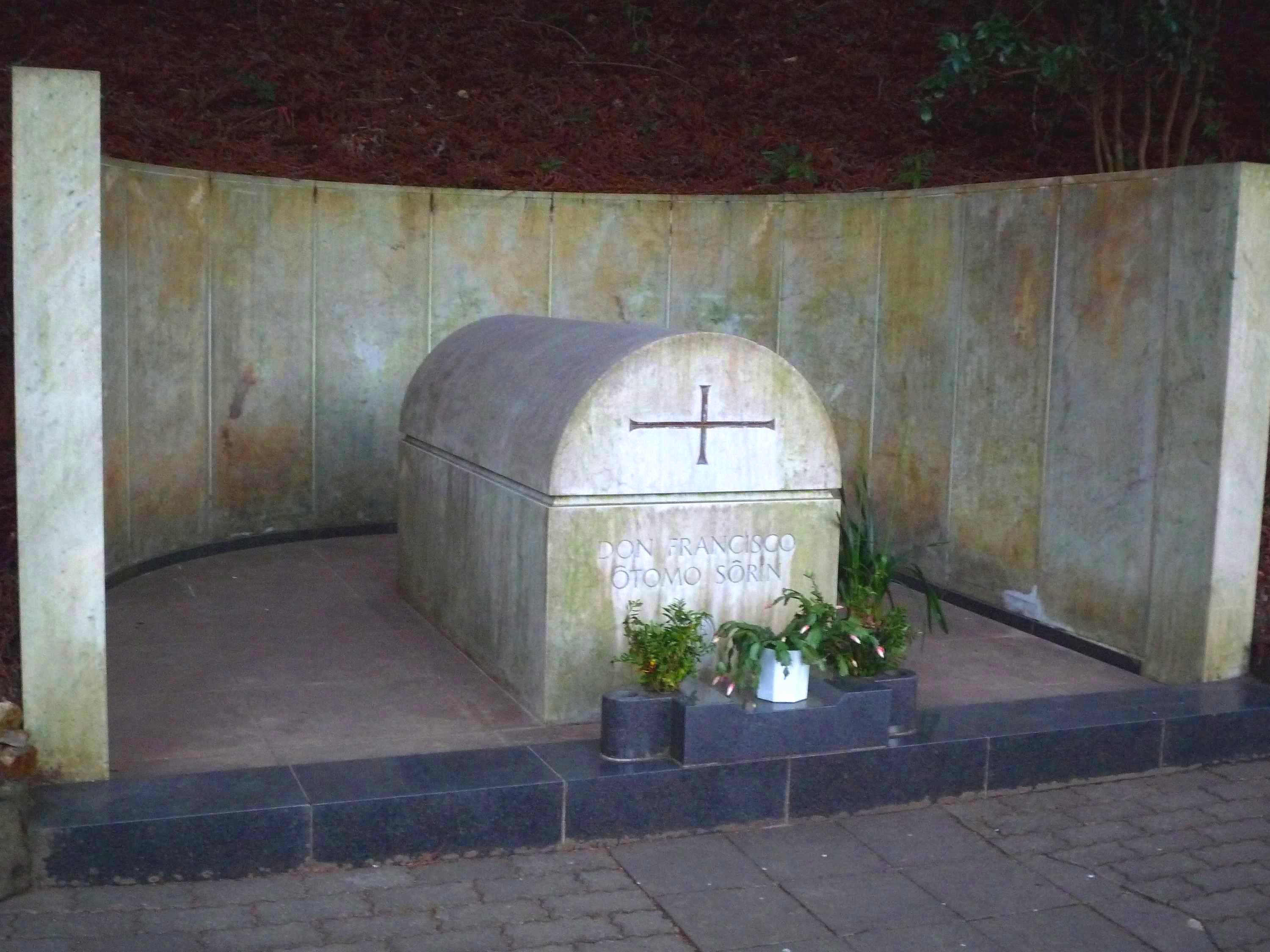
大友宗麟の墓（津久見市）

墓所は大分県津久見市内と、京都市北区の龍寶山大徳寺の塔頭寺院である瑞峯院にある。津久見市上宮本町の響流山長泉寺に位牌がある。肖像画は瑞峯院に所蔵されている。宗麟の死の直後にキリスト教式の葬儀が行われ、墓は自邸に設けられたが、後に義統が府内の大知寺で改めて仏式の葬儀を行い、墓地も仏式のものに改められた。その後、義統が所領没収されるなどして大友氏が衰退したこともあり、宗麟の墓所は荒廃していたが、寛政年間（1789 - 1801年）に宗麟の家臣の末裔である臼杵城豊が自費で改葬した。津久見市内の現在の墓所は昭和52年（1977年）に当時の大分市長・上田保によって、新たにキリスト教式の墓として、従来の場所から移されたものである。

## 家族
| - 父：大友義鑑 - 母：坊城氏（公家の娘） - 兄弟姉妹 - 女（一条房基室） - 女（河野通宣室） - 大内義長 - 大友親貞 - 塩市丸 - 妻 - 一色夫人・宝岸寺殿（家督相続時に離婚している、理由は不明） - 奈多夫人（八幡奈多宮大宮司の家系で、宗麟のキリスト教入信が原因で離婚） - 林氏（洗礼名「ジュリア」、イエズス会関係の史料によると元・奈多夫人の女中頭であったとされる） - 一萬田夫人（家臣・一萬田親実（鑑相）の娘、鑑実の姉または妹） - 入田義実の娘 など7人の側室が居た。 | - 子 - 大友義統（吉統、洗礼名「コンスタンチノ」） - ジュスタ（一条兼定室のち清田鎮忠室。義統より年長の姉、寛永4年（1627）8月7日逝去） - 娘（志賀親度室。実は奈多夫人と先夫・服部右京亮の女） - テクラ（久我三休室。宗麟と奈多夫人の次女。） - 娘（奈多鎮基室） - 大友親家（洗礼名「ドン・セバスチャン」） - 娘（一萬田鎮実室） - 娘（母里友信室） - 娘（臼杵統尚室、統尚は臼杵氏一族、鎮尚の子か。奈多夫人の出、天正11年（1583年）逝去した。遺された娘は妹の桂姫の養女となった） - クインタ（林宗頓（志賀親成、洗礼名はゴンサロ）室） - レジナ（伊東義賢室） - 大友親盛（洗礼名「パンタレアン」） - 桂姫（小早川秀包室、洗礼名「ドナ・マセンシア」） - 娘（天正9年（1581年）に、林ジュリアとの間に生まれた末女） |

## 家臣・偏諱を受けた人物
以下、義鎮から偏諱を賜った人物、義鎮期の主な家臣を掲載する。太字の義、鎮、宗、麟の字を含む人物は義鎮から偏諱を賜った人物である。（ ）内に血縁関係や別名、通称、役職などを掲載しているが、長文になる場合は脚注に掲載している。

## 大友義鎮を主題とする作品
銅像・レリーフ

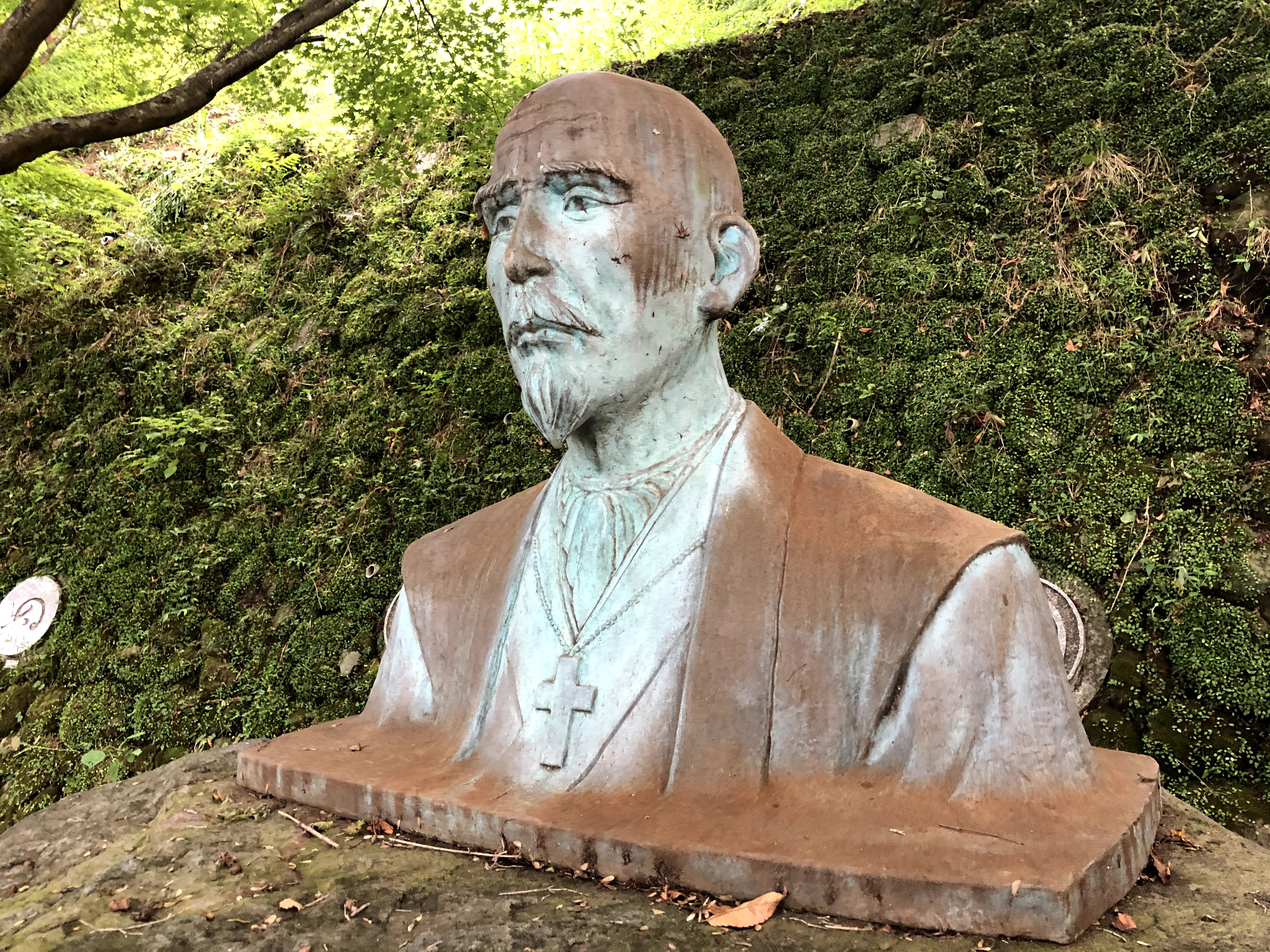
大友宗麟公墓（大分県津久見市）の胸像（2020年）

- 日名子実三『大友宗麟像』（1937年、1982年復元、大分県臼杵市臼杵公園）
- 日名子実三『大友宗麟像』（1937年、1958年長谷秀雄再現、大分県大分市神宮寺浦公園）
- 長谷秀雄『大友宗麟公像』（1969年、大分県大分市南蛮BVNGO交流館）
- 富永直樹『大友宗麟公像』（1982年、大分県大分市大分駅前広場、大分県大分市コンパルホール）
- 高野佳昌『大友宗麟公之像』（1986年、大分県津久見市津久見駅前）

小説
- 白石一郎『火炎城』（1978年、講談社、ISBN 978-4061314443）
- 遠藤周作『王の挽歌』（1992年、新潮社、上・ISBN 978-4101123332、下・ISBN 978-4101123349）
- 赤瀬川隼『王国燃ゆ 小説大友宗麟』（1999年、学陽書房、ISBN 978-4313750890）
- 風早恵介『大友宗麟―道を求め続けた男』（PHP文庫）
- 高橋直樹『大友二階崩れ』（文藝春秋）･『大友二階崩れ』収録）※文庫版のタイトルは「戦国繚乱」（文春文庫）
- 海音寺潮五郎『大友宗麟』（文春文庫）・『武将列伝』収録）
- 赤神諒『大友二階崩れ』（2018年2月21日、日本経済新聞出版社）ISBN 978-4532171469
- 赤神諒『大友の聖将』（2018年7月14日、角川春樹事務所）ISBN 978-4758413268
- 赤神諒『大友落月記』（2018年9月11日、日本経済新聞出版社）ISBN 978-4532171476（『大友二階崩れ』の続編）

映画
- 『国東物語』（1984年）監督：村野鐵太郎、主演：隆大介

テレビドラマ
- 『もう一人の不龍獅子虎 大友宗麟』（1978年、NHK）主演：高橋幸治
- 『大友宗麟〜心の王国を求めて』（2004年1月4日放送、NHK正月時代劇）原作：遠藤周作（『王の挽歌』）、脚本：古田求、演出：望月良雄、主演：松平健

絵画
- 「日本の王に拝謁する聖フランシスコ・ザビエル」 - 17世紀にヨーロッパで活動した画家アンソニー・ヴァン・ダイクが、フランシスコ・ザビエルが大友館で宗麟に謁見する姿を想像して描いたとされる作品。ドイツ・ポンマースフェルデンにあるヴァイセンシュタイン城（英語版）所蔵[27][28]。

楽曲
- 「大分県行進曲」 - 六聖（福沢諭吉・三浦梅園・帆足万里・広瀬淡窓・田能村竹田・広瀬武夫）と並んで登場する。

漫画
- コミック版日本の歴史69　戦国人物伝　大友宗麟(「企画・構成・監修:加来耕三」「原作:静霞薫」「作画:かわのいちろう)